# Laneella nigripes
Laneella nigripes är en tvåvingeart som beskrevs av Guimaraes 1977. Laneella nigripes ingår i släktet Laneella och familjen spyflugor. Inga underarter finns listade i Catalogue of Life.